# Inmigración gitana en Argentina

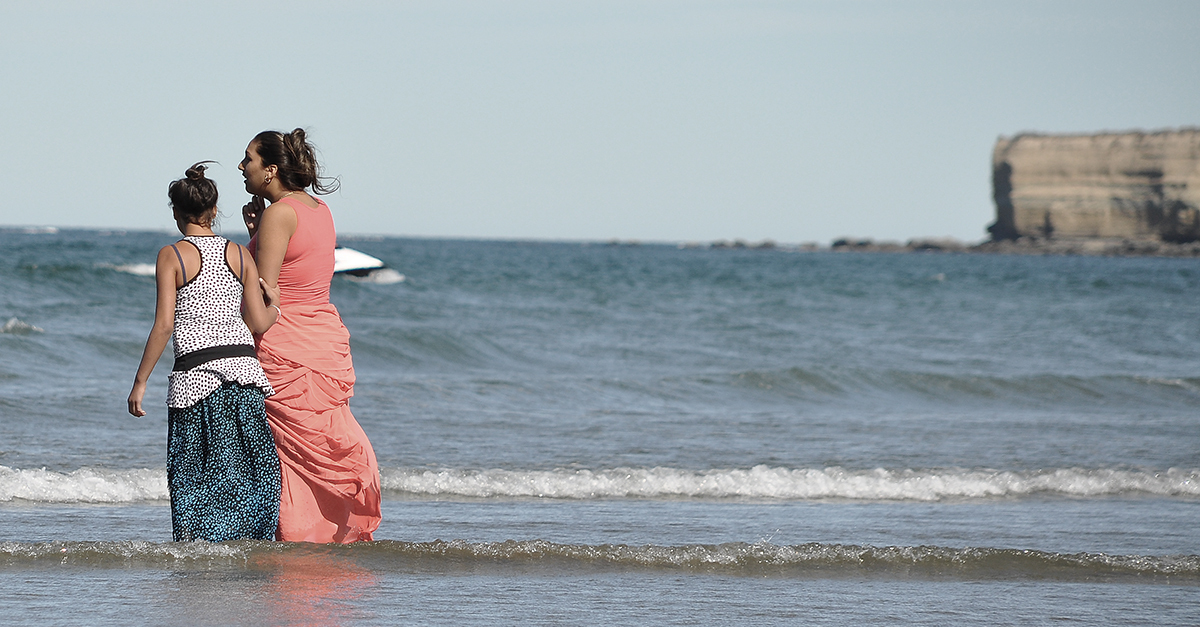
Dos mujeres gitanas en una playa ubicada entre Comodoro Rivadavia y Caleta Olivia en la Patagonia Argentina.

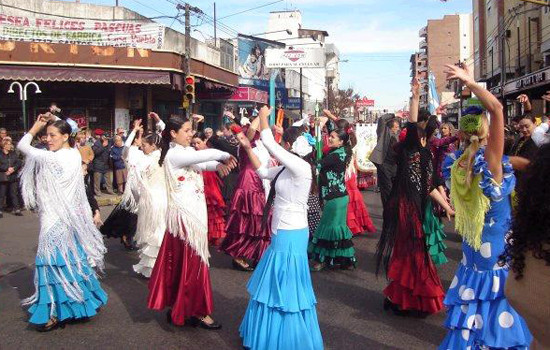
Grupo de danza gitana.

La inmigración gitana en Argentina hace referencia al movimiento migratorio de personas de origen romaní, mayormente conocidos como gitanos, hacia Argentina.
Actualmente, la población gitana en Argentina se calcula en aproximadamente 300.000 personas, convirtiéndola en el segundo país con la comunidad gitana más numerosa en América Latina después de Brasil.

## Historia
En Argentina se dividen en dos grandes grupos: el grupo "Rom" y el grupo "Ludár". Los gitanos del grupo Rom llaman "boiás" a los gitanos del grupo Ludár; y estos llaman "burbéts" (desde gurbetçi - "forastero", en idioma turco) a los gitanos del grupo Rom.
Entre finales del XVII y mediados de siglo XIX se produjo otro movimiento hacia el oeste de una numerosa población gitana, huyendo de la esclavitud o bien aprovechando su abolición en Moldavia y Valaquia en 1860 o como consecuencia del recrudecimiento de la persecución en la Europa occidental (especialmente en Francia y Alemania). Los gitanos emigraron a América Latina en un número que sigue siendo un misterio. Según Koen Peeters, la independencia de Serbia en 1878 aceleró esa salida, y las causas que explican el nuevo éxodo masivo pueden ser varias:

En primer lugar, a la presión de asimilación; en segundo lugar, a las nuevas posibilidades en sus actividades laborales; y, en tercer lugar, a motivos comunes a otros emigrantes de Serbia, como pueden ser, por un lado, la idea de que en el Nuevo Mundo tenían muchas posibilidades de conseguir grandes fortunas, las leyes que favorecieron la inmigración o también la aparición de nuevas posibilidades en lo que respecta a medios de transporte.

La oleada migratoria se detuvo con el comienzo de la Primera Guerra Mundial y no volvió a reiniciarse hasta 1989, año en que dio comienzo la tercera gran diáspora, todavía en curso.